# Ça commence bien!
 (juin 2016).
Si vous disposez d'ouvrages ou d'articles de référence ou si vous connaissez des sites web de qualité traitant du thème abordé ici, merci de compléter l'article en donnant les références utiles à sa vérifiabilité et en les liant à la section « Notes et références ».
Ça commence bien! est une émission de télévision matinale québécoise créée en 2012 et diffusé en direct sur V du lundi au vendredi de 6 h à 9 h, puis de 7 h à 10 h à partir de la rentrée 2014.
Elle a été animée successivement par Richard Turcotte (du 3 septembre 2012 au 20 juin 2014), Patrick Langlois (été 2014) et Jean-François Baril (à partir du 1er septembre 2014).
Au programme : un bulletin d'information régionale; les prévisions de la météo; les nouvelles culturelles, économiques et sportives ; bulletin de circulation, etc. Il y a différentes chroniques chaque matin sur l'alimentation, l'automobile, la santé, le multimédia, la mode, la vie animale et la mise en forme.

## Équipe régulière
- Animation : Richard Turcotte (2012-2014) ; Jean-François Baril (automne 2014)
- Nouvelles : Caroline Lacroix (2012-2013) ; Lisa-Marie Blais (depuis 2013)
- Météo : Maripier Morin (2012-2014) ; Chéli Sauvé-Castonguay (automne 2014)
- Arts et spectacles : Maripier Morin (2012-2014) ; Chéli Sauvé-Castonguay (automne 2014)
- Sports : Andy Mailly-Pressoir (depuis 2012)
- Médias sociaux : Patrick Langlois (2012-2014) ; Alex Perron (automne 2014)

Chroniqueurs
- Nutrition : Geneviève O'Gleman, Pascale Sarault, Max de BBQ Québec
- Analyse sportive : François Landreville
- Économie : René Vézina
- Commentaires : Yves Boisvert
- Vins : Jean Aubry et Jessica Harnois
- Chronique : Étienne Boulay
- Animaux (SPCA) : Anita Kapuscinska

## Équipe estivale
- Animation : Patrick Marsolais et Jean-François Baril (2013) ; Patrick Langlois (2014)
- Nouvelles : Lisa-Marie Blais et Marie-Pier Boucher (2014)
- Météo : Maripier Morin et Catherine Chantal-Boivin (2014)
- Arts et spectacles : Catherine Chantal-Boivin (2013) ; Maripier Morin et Catherine Chantal-Boivin (2014)
- Sports : Mathieu Roy, Benoit Huot (2013) ; Andy Mailly Pressoir et François Landreville (2014)